# 10588 Adamcrandall
10588 Adamcrandall eller 1996 OE är en asteroid i huvudbältet som upptäcktes den 18 juli 1996 av den italiensk-amerikanske astronomen Paul G. Comba vid Prescott-observatoriet. Den är uppkallad efter upptäckarens styvson Adam Crandall Rees.